# Deparia macrae
Deparia macrae là một loài dương xỉ trong họ Athyriaceae. Loài này được Hook. & Grev. mô tả khoa học đầu tiên năm 1830.
Danh pháp khoa học của loài này chưa được làm sáng tỏ. 